# 埃里达尼亚平原
埃里达尼亚平原(Eridania Planitia)是火星南部高地中位于希腊平原以东的平原，其名称取自最接近的古典反照率特征，2010年9月22日被国际天文联合会批准接受。

## 另请查看
- 火星平原列表
- 埃里达尼亚湖